# ساندرا غوميز (متسابقة دراجات نارية)
ساندرا غوميز (بالإسبانية: Sandra Gómez)‏ هي متسابقة دراجات نارية إسبانية، ولدت في 23 يناير 1993 في مدريد في إسبانيا.